# Bobrovycký rajón
Bobrovycký rajón (ukrajinsky Бобровицький район) byl rajón v Černihivské oblasti na Ukrajině. Hlavním městem byla Bobrovycja a rajón měl přibližně 33 tisíc obyvatel. 

## Sídla v rajónu
- Bobrovycja